# Qui veut partir ?
Qui veut partir ? (Survive This) est une télé-réalité canadienne animée par Les Stroud et diffusée entre le 7 avril 2009 et le 12 juillet 2010 sur YTV. Il s'agit d'une adaptation pour les jeunes de l'émission américaine Survivor.
Au Québec, l'émission est diffusée sur VRAK.TV depuis le 28 février 2010.

## Synopsis
Huit adolescents, tous âgés entre 14 et 17 ans, sont perdus dans une forêt en Ontario, au Canada. Il leur est d'abord demandé de "survivre" un accident d'autobus scolaire et passer deux nuits dans les bois avec de la nourriture limitées et d'autres fournitures.
La série a commencé avec une seule saison de 13 épisodes. Les Stroud, star et hôte du programme de télévision Survivorman, Introduit chaque épisode et fournit des commentaires narratifs pour les événements relatés au cours de l'épisode. Stroud apparaît également devant la caméra au début de chaque épisode afin de rencontrer les participants, discuter de leur santé et leur état émotionnel, et leur présenter les défis qu'ils auront à surmonter pour survivre à la journée. Stroud laisse alors les participants à eux-mêmes, mais apparaît parfois à mi-chemin entre le point de départ et d'arrivée de chaque épisode pour vérifier le statut des participants. Chaque défi, Stroud termine par une nouvelle visite des participants en réévaluant leur état physique et émotionnel, et en demandant si quelqu'un veut quitter l'émission et rentrer chez eux.
Synopsis de la Saison 2
8 adolescents de 13 à 17 ans sont poussés à leur extrême limite et doivent affronter leurs peurs dans la téléréalité Qui veut partir?. Les jeunes se retrouvent sur les lieux fictifs d'un écrasement d'hydravion et doivent apprendre les rudiments de la survie en lieu hostile, développer leur endurance et leur jugement. Guidés par leur mentor Les Stroud, les jeunes seront impliqués dans diverses épreuves de survie durant 13 épisodes. Privés des commodités élémentaires, ils doivent bâtir un abri, trouver de la nourriture, de l'eau, apprendre à faire un feu... Ils sont libres de partir au moment où ils le désirent. Qui aura la force et la motivation de se rendre jusqu'au bout de l'aventure?

## Participants de la saison 1
- Becky, fille, 17 ans
- Becca, fille, 17 ans
- Catarina, fille, 17 ans
- Jenn, fille, 16 ans
- Adam, garçon, 15 ans
- Kareem,garçon,17 ans
- Zac,garçon,14 ans
- Holden,garçon,16 ans

## Participants de la saison 2
- Jade,fille,13 ans
- Manaal,fille,16 ans
- Nicole,fille,14 ans
- Trish,fille,16 ans
- Colin,garçon,15 ans
- Ian,garçon,14 ans
- Justin,garçon,16 ans
- Michael,garçon,17 ans

## Épisodes

### Première saison (2009)
1. Impact (Impact)
2. Refuge (Shelter)
3. Faim  (Food)
4. Navigation (Navigation)
5. Rivière (Rafting Accident)
6. Forêt dense - partie 1 (Deep Woods – Part 1)
7. Forêt dense - partie 2 (Deep Woods – Part 2)
8. Marécage (Swamp)
9. Paroi rocheuse (Rocky Terrain)
10. Montagne (Mountain)
11. Île (Island Castaways)
12. Mission solo (Solo Missions)
13. Finale : recherche et sauvetage (Search and Rescue Finale)

### Deuxième saison (2010)
1. L'écrasement d'avion (Plane Crash)
2. Point d'ébullition (Boiling Point)
3. Le ver de l'amitié  (Snakes on a Plate)
4. Ras le bol (Sick and Tired)
5. Marche ou crève (Survival Trek)
6. Trois petits tours... (Cave Survival)
7. Urgence (Medical Emergency)
8. Le voyage de pêche (Fish Trip)
9. Le feu et l'eau (Fire Cross)
10. À vau-l'eau (Set Adrift)
11. S-O-S (Rescue Me)
12. Survie en solo (Solo Survival)
13. Sauve-toi! (Self Rescue/Finale)